# Maurits' veldtocht van 1591

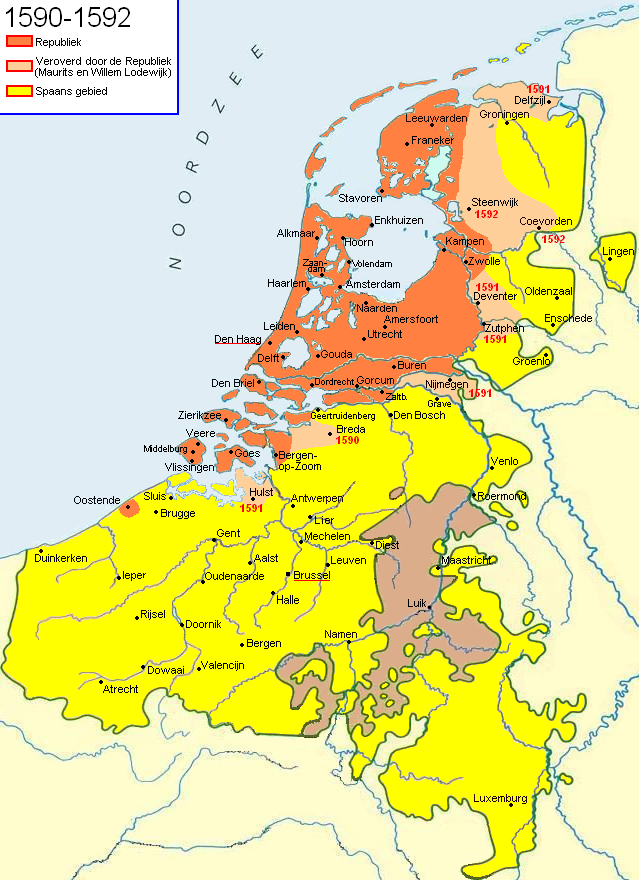
Situatie in de Nederlanden rond 1591

Maurits veldtocht van 1591 was een succesvolle veldtocht die Maurits van Nassau, de latere prins van Oranje, tijdens de Tachtigjarige Oorlog ondernam in het oosten en zuiden van de Republiek der Zeven Verenigde Nederlanden. In dat jaar veroverde hij meerdere steden voor de Republiek op Spanje.

## Voorgeschiedenis
In de Republiek was de hertog van Parma, Alexander Farnese, van 1579 tot 1588 voor Spanje zeer succesvol in het een voor een heroveren van opstandige steden. Het Staatse gebied werd door hem gereduceerd tot de gewesten Holland, Zeeland, Utrecht, Friesland, delen van Gelre (de Veluwe en de Betuwe), Zwolle, Kampen, Bergen op Zoom en Oostende.
Maurits werd in 1586 als zoon en opvolger van de in 1584 vermoorde leider van de Nederlandse Opstand Willem van Oranje, op 18-jarige leeftijd benoemd tot stadhouder en admiraal van Holland en Zeeland. Twee jaar later werd hij bevorderd tot admiraal-generaal van de Republiek en in 1589 ten slotte werd hij formeel aanvoerder van het Staatse leger.
Het keerpunt in de oorlog kwam in 1588 met de vernietiging van de Spaanse Armada, waarbij de Engelse bondgenoten van de jonge Republiek het Spaanse leger een zware klap toedienden. Vanaf dat jaar behaalden de Staatse legers onder Maurits bij belegeringen steeds vaker successen. In 1590 behaalde Maurits een groot militair succes met het veroveren van Breda door een list met een boot, later bekend geworden onder de naam Turfschip van Breda. Datzelfde jaar veroverde Maurits Steenbergen. In plaats van alsmaar verdedigen en gebied prijsgeven op de Spanjaarden, begon de Republiek weer terrein te winnen.

## Veldtocht

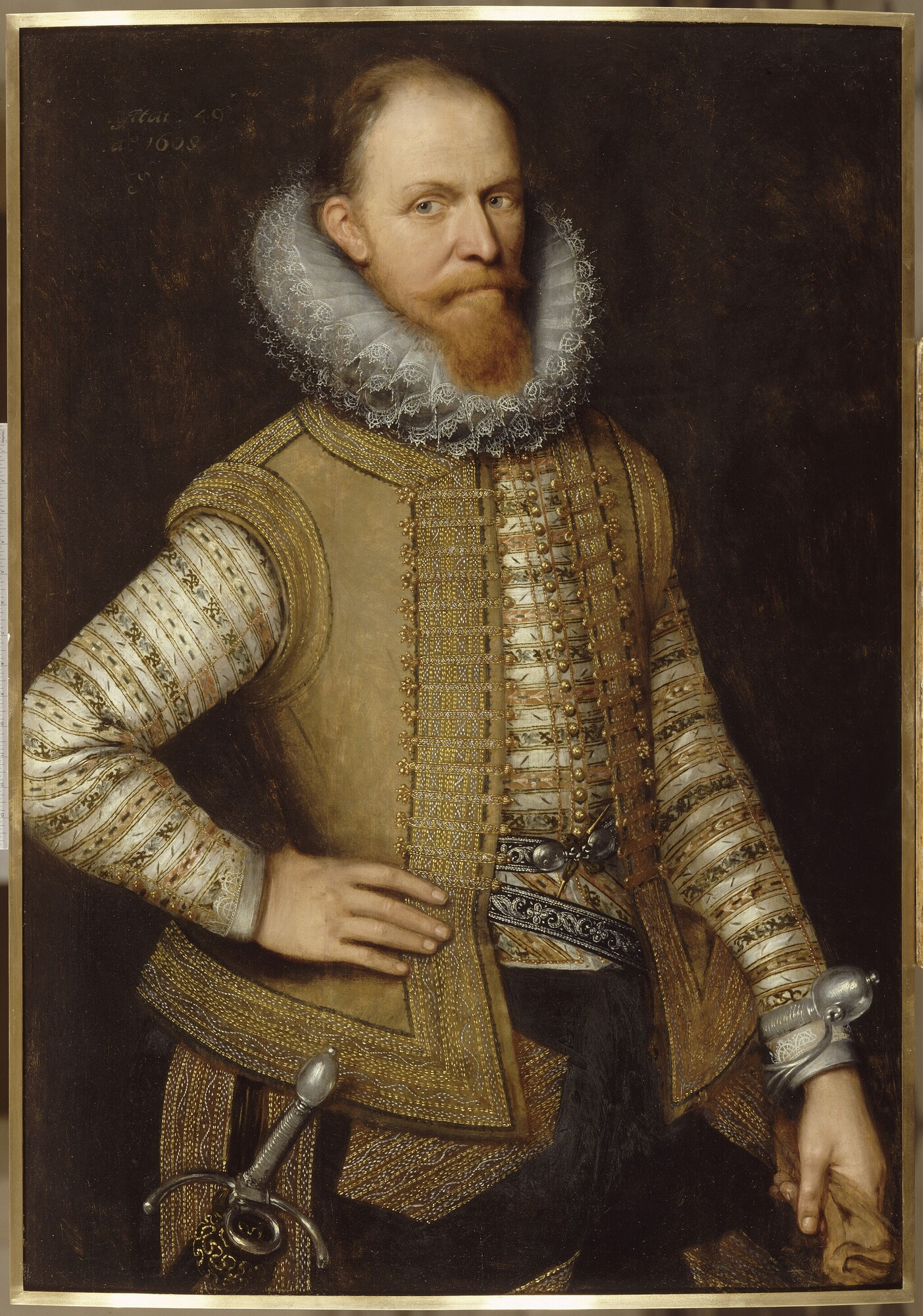
Maurits van Nassau als prins van Oranje

In 1590 werd gesproken over een veldtocht het jaar erop. De Staten-Generaal discussieerden lang over welke steden belegerd moesten worden. Ze waren het er over eens dat Nijmegen sowieso belegerd moest worden. Daarvoor wilden de Staten-Generaal speciale voorbereidingen treffen, waaronder het nabij Nijmegen onmogelijk maken van het bevaren van de rivier de Waal, waardoor Maurits, die de beschikking had over ongeveer 10.000 soldaten, zich eerst ging richten op andere steden. Gekozen werd uiteindelijk voor Zutphen ten faveure van Geertruidenberg, omdat het daar gelegerde garnizoen meer schade aan kon richten dan het garnizoen in Geertruidenberg. Om het Spaanse leger op het verkeerde been te zetten, plande Maurits een afleidingsmanoeuvre aan de andere kant van de Maas, waardoor Zutphen, en later ook andere steden in het oosten, niet zwaar versterkt zouden zijn.

### Zutphen
Zutphen, een stad in het oosten van de Republiek aan de rivier de IJssel, was voor 1591 al diverse malen belegerd. De stad ligt op de oostoever van de IJssel. Indertijd lag op de westoever de Grote schans ter verdediging van de stad. Maurits kwam met zijn leger op 19 mei per boot aan. De schans werd met een list veroverd. Negen Staatse soldaten verkleed als Gelderse boeren pretendeerden alsof ze opgejaagd werden door Staatse ruiters en werden door Spaanse soldaten de schans binnengelaten. Eenmaal binnen verrasten zij de Spaanse soldaten. Het buiten wachtende leger kwam te hulp en de schans werd op 24 mei veroverd. De stad volgde op 30 mei.

### Deventer
Na Zutphen trok Maurits met zijn leger noordwaarts. Het plan om op te trekken naar Coevorden werd tijdens de tocht veranderd in Deventer. Een reden was dat het moreel van de troepen na het veroveren van Zutphen bijzonder hoog was, zodat zij het aandurfden om ten minste poolshoogte te nemen bij Deventer. Daarnaast was er besloten om niet meer over land, maar over de IJssel noordwaarts te trekken, wat veel sneller ging. Op 1 juni kwam Maurits aan bij Deventer en na een aantal dagen wachten besloot hij de stad te belegeren. De stad werd verdedigd door een garnizoen onder leiding van Herman van den Bergh. De kanonnen van Maurits sloegen al snel een bres in de stadsmuur. Hierop waagden Engelse soldaten een poging de stad in te komen, die echter mislukte. De stad zag geen kans meer om de belegering te weerstaan en gaf zich op 10 juni over. Hiermee was de IJssel in zijn geheel in Staatse handen.

### Delfzijl
Na Deventer twijfelde Maurits of hij eerst Groningen of Nijmegen ging belegeren. Na het bericht dat de hertog van Parma bezig was om een leger te formeren om naar Groningen te trekken, besloot Maurits hem vóór te zijn en naar het noorden te gaan. Verder had hij zijn neef Willem Lodewijk van Nassau-Dillenburg, die verwikkeld was in de Groninger Schansenkrijg, al tweemaal toegezegd Groningen te belegeren. Francisco Verdugo, die met 1500 manschappen bij Coevorden gelegerd was, kreeg notie van de krijgsbeweging. Maurits hoopte vóór Verdugo bij Groningen aan te komen, zodat hij de bevolking van Groningen kon overhalen om zijn zijde te kiezen. Verdugo was echter vóór hem bij Groningen aangekomen, waardoor het belegeren van Groningen lang zou gaan duren, wat Parma vervolgens de kans zou geven de stad te ontzetten. Maurits ging uiteindelijk naar Delfzijl, dat hij samen met Willem Lodewijk veroverde. Voor het verplaatsen van het geschut en ander materieel van Deventer naar Delfzijl werden 150 schepen ingezet. De steden Steenwijk en Coevorden werden tijdens deze reis ontzien, omdat verwacht werd dat een aanval op deze plaatsen te veel tijd zou gaan eisen. Na aankomst bij Delfzijl gaf de stad zich op 2 juli vrijwel direct over. Delfzijl was de doorvoerhaven van Groningen, dat nu zonder voorraden kwam.

### Knodsenburg
Groningen werd nog niet genomen, omdat Knodsenburg in het kwartier van Nijmegen sinds 15 juli belegerd werd door Parma. Het fort werd succesvol verdedigd door de Staatse bevelhebber Gerrit de Jong en zijn compagnie. De schans werd uiteindelijk door middel van tussenkomst van Maurits op 25 juli ontzet. Parma wist zijn leger op een indrukwekkende manier veilig over de Waal te krijgen. Achteraf werd Groningen alsnog in 1594 ingenomen tijdens het beleg van Groningen. Maurits verscheepte vierduizend van zijn beste soldaten op driehonderd boten en voer naar Hulst.

### Hulst
Omdat er gekozen werd om Groningen niet te belegeren, kwamen andere steden weer in beeld, zoals Steenwijk. Maurits was al naar Steenwijk getrokken en had de eerste stappen gezet om de stad te omsingelen, maar toen kwamen berichten bij Maurits door dat de troepen van de hertog van Parma de Waal overgestoken waren en de schans Knodsenburg ten noorden van Nijmegen belegerde. Daarop besloot Maurits de schans te ontzetten, maar besloot vervolgens nog niet Nijmegen te belegeren. Maurits kwam daartoe omdat hij vond dat de Spaanse legers van Parma en Verdugo te dicht bij Nijmegen waren gelegerd, waardoor hij niet op tijd een goede verdediging kon opzetten. Hij deed daarop voor de eerste maal doen lijken dat zijn leger de winterkwartieren zou gaan betrekken. Hij stuurde zijn leger echter naar het zuidwestelijke Hulst in Vlaanderen, dat na een beleg van vijf dagen op 24 september viel. Hierbij maakte hij gebruik van het onder water laten lopen van laaggelegen land door een Scheldedijk door te steken.

### Nijmegen

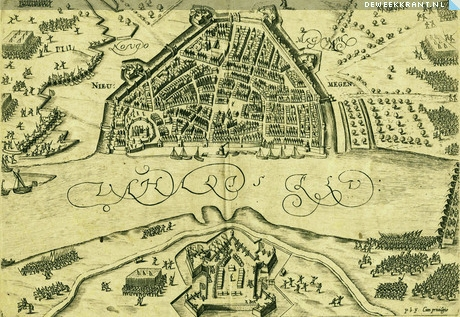
Beleg van Nijmegen in 1591

Na Hulst deed Maurits het voor een tweede maal voordoen dat hij met zijn leger naar de winterkwartieren ging. Hij ging echter naar Nijmegen, dat hij eerder dat jaar nog niet had belegerd, omdat hij noordwaarts trok, maar daarnaast ook omdat de hertog van Parma met zijn leger in Nijmegen gelegerd was. Hij was echter in de nazomer door zijn koning Filips II naar Frankrijk gestuurd om te vechten tegen koning Hendrik IV van Frankrijk in de Hugenotenoorlogen. Daarnaast dachten Spaanse bevelhebbers dat als er al een belegering opgezet zou worden, Geertruidenberg het doel zou zijn. Hierdoor was Nijmegen dusdanig verzwakt dat de kansen van Maurits groot waren. Vanaf de schans Knodsenburg kon hij de stad gemakkelijk bestoken met kanonnen. Wederom met Friese troepen van Willem Lodewijk kon hij de stad na een vijfdaags beleg tot overgave dwingen. Op 21 oktober ondertekenden de stadsbestuurders de overgave. Na de IJssel waren nu ook de Rijn en de Waal vrij voor de handel en troepenverplaatsing.

## Verder verloop
Na de veroveringen van Breda en Steenbergen in 1590 gaf deze veldtocht van Maurits blijk van een grote militaire kracht van de Verenigde Nederlanden. In slechts één jaar tijd werden grote delen van de Republiek heroverd op de Spanjaarden. Het was voor de Nederlandse Opstand, op Maurits' veldtocht van 1597 na, het beste jaar van wat later de Tien Jaren zijn gaan heten. Het volgende jaar werden Steenwijk en Coevorden veroverd, waarmee Groningen afgesneden werd van Twente, waarop Maurits zich hierna ging richten.